# The Walking Dead: Survival Instinct
The Walking Dead: Survival Instinct è un videogioco sparatutto in prima persona sviluppato da Terminal Reality (in collaborazione con il team di Terrence King) e pubblicato da Activision nel 2013, basato sulla serie televisiva della AMC The Walking Dead. Si contrappone al gioco The Walking Dead del 2012, sviluppato da Telltale Games e basato sulla omonima serie a fumetti. Survival Instinct si pone come vero e proprio prequel della serie TV, è ambientato in Georgia e mostra gli eventi vissuti da Merle e Daryl Dixon nelle prime ore dell'apocalisse zombie.

## Modalità di gioco
Il giocatore assume il ruolo di Daryl Dixon, uno dei personaggi centrali del telefilm, anche se nei primi minuti di gioco si vestiranno i panni di suo padre, il signor Dixon. Daryl può combattere gli zombie con armi bianche e da fuoco, potendo scegliere tra affrontare direttamente i non morti oppure assecondare la componente stealth del gioco e adottare un comportamento furtivo. Le armi più deboli (come pugnali e bastoni) richiederanno molti più colpi per eliminare gli zombie rispetto alle armi da fuoco che di contro, pur essendo più potenti, richiameranno a raccolta più nemici, attirati dal rumore degli spari.
Nel corso dell'avventura si incontreranno altri sopravvissuti, che potranno unirsi al gruppo, svolgendo missioni e racimolando beni di prima necessità, oppure abbandonarlo. A volte sarà lo stesso Daryl a dover prendere delle decisioni su chi tenere e chi mandare via.
Il numero di oggetti trasportabili è limitato: Daryl dovrà tenere costantemente d'occhio le munizioni, le provviste e il carburante, che possono finire in qualunque momento senza preavviso. Durante i viaggi si potrà scegliere quale strada percorrere. Le autostrade permettono uno spostamento rapido, ma consumano più carburante e nascondono più pericoli, le strade secondarie e di campagna sono più sicure ma molto più lunghe mentre le statali sono l'esatta via di mezzo. Durante il tragitto ci si potrà imbattere in problemi che richiederanno una sosta d'emergenza, come il finire la benzina, il sopraggiungere di guasti o intere orde di zombie che ostruiscono il passaggio.
È possibile intrufolarsi in case e abitazioni per cercare scorte e oggetti utili.
Nonostante la presenza di Merle e di diversi altri personaggi comprimari, non è stata implementata la modalità multigiocatore.

## Trama
La storia si svolge alcuni giorni prima degli eventi narrati nella serie televisiva.
Daryl e suo padre, il signor Dixon, sono impegnati in quella che sembra essere una battuta di caccia con il fratellastro del padre, Jess, e un loro amico, Buck. Ad un tratto Buck dice di aver visto qualcosa muoversi in lontananza. Il signor Dixon va ad indagare e scorge un cervo. Quando sta per far fuoco, sente le urla di Buck che chiede aiuto. Il signor Dixon allora torna indietro e accorre subito, scoprendo però che Buck è stato attaccato e ucciso da zombie. Questi assalgono Jess, che viene morso al braccio, e il signor Dixon, che nella lotta viene ferito molto gravemente; Daryl e Jess sono quindi costretti a ucciderlo, per porre fine alle sue sofferenze.
Dopo la sigla e i titoli di testa, che riprendono fedelmente quelli del telefilm, Daryl e Jess si rifugiano in una casa poco lontano e lì discutono su come raccogliere tutto l'occorrente per andarsene e trovare un luogo più sicuro. Si scopre così che quella non era la prima volta che incontravano degli zombie, sebbene l'epidemia non fosse ancora scoppiata del tutto ma fosse solo agli inizi. Jess vorrebbe diffondere la notizia del pericolo, ma i telefoni, le tv, le radio e tutti i mezzi di comunicazione sono fuori servizio. Jess suggerisce allora come prossima meta Sedalia.
Arrivati a Sedalia, Daryl e Jess trovano la città distrutta. Dopo un breve incontro con un poliziotto sopravvissuto, Daryl si mette in cerca di carburante e alla stazione di servizio incontra un uomo di nome Warren Bedford. Warren gli rivela che per attivare la pompa c'è bisogno delle chiavi, custodite dallo zio Lester, il quale è andato a cercare provviste. Daryl si mette in cerca di Lester, che sfortunatamente è divenuto un non morto. Daryl lo abbatte e prende le chiavi. Warren riattiva la pompa di benzina e, dopo aver fatto rifornimento, lui, Jesse e Daryl lasciano Sedalia alla volta di Pemberton.
Mentre Jess diviene sempre più debole a causa del morso, Daryl incontra il ranger Lee che gli dà una pistola e gli suggerisce di cercare un altro suo collega ranger, che dovrebbe avere rifugio nella sua auto. Pemberton è completamente invasa dagli zombie, e mentre cerca il ranger, Daryl sente un messaggio d'aiuto via radio: una ragazza di nome Elizabeth è intrappolata in una macchina circondata da zombie in città. Daryl la cerca e la trova, ma gli zombie sono troppi e la ragazza non sopravvive; inoltre quella era proprio la macchina del ranger che Daryl stava cercando. Anche il ranger è diventato un non morto. Tornato da Warren e Jess, Daryl scopre che quest'ultimo si è infine tramutato in uno zombie, e lo uccide. Warren e Daryl, gli unici due sopravvissuti, lasciano Pemberton.
Arrivati alla città di Fontana, il primo pensiero di Daryl va a suo fratello, Merle Dixon, che dovrebbe essere rinchiuso nella stazione di polizia della città. Dopo aver salvato Anna Turner, Noah Cruz e Mia, tre sopravvissuti, Daryl trova Merle appostato sul tetto della stazione di polizia. Merle era uscito dalla sua cella e si era rifugiato sul tetto perché pensava che le forze dell'ordine sarebbero tornati a prenderlo.
Dopo aver incontrato altri sopravvissuti e aver ripreso la loro strada, Merle e Daryl si dirigono al Jake Bar, dove Merle dice di aver lasciato una cosa importante per Daryl. In realtà Merle è tornato lì per vendicarsi della sua gang, che lo ha abbandonato. Tuttavia la gang ha la meglio, e stordisce Daryl. Al suo risveglio, Daryl è disarmato, senza provviste e Merle è scomparso. Dopo alcune ricerche, Daryl scopre che tutta la gang è stata fatta fuori dagli zombie. Incontra nuovamente Anna Turner, la quale chiede aiuto per trovare Mia.
I due si mettono in cammino e dopo aver aiutato un uomo di nome Chris Brian ad aprire i cancelli del posto di blocco che impedivano di lasciare la città, cercano il padre di Anna, lo sceriffo Turner. Durante le ricerche, Anna e Daryl vengono a sapere dell'esistenza di un antidoto contro l'epidemia, una sorta di vaccino in grado di curare la terribile malattia. Daryl e Anna s'intrufolano allora nel laboratorio di ricerca del team Archer Creek Dam e lì trovano la dottoressa Sheila Schneider, la quale rivela la tragica realtà: l'antidoto non esiste, le ricerche parlano chiaramente. Anna e Daryl lasciano il laboratorio e dopo aver ritrovato Mia e lo sceriffo Turner, si separano: Daryl deve trovare Merle. Prima di salutarsi, Anna regala a Daryl una borsa con alcune provviste.
Durante le sue ricerche Daryl incontra Terry Harrison, un uomo che gli chiede aiuto per trovare delle medicine per sua moglie. Daryl si dirige in farmacia e lì trova Aiden, un sopravvissuto che rivela che c'è un elicottero nelle vicinanze. Daryl va allora a recuperare i razzi di segnalazione, e quando torna trova Harrison che uccide la moglie, ormai zombie. Purtroppo l'elicottero raccoglie solo Aiden e abbandona gli altri. Harrison rivela allora che c'è un ultimo punto di evacuazione allo stadio di Atlanta.
Harrison, Daryl e alcuni altri sopravvissuti che si erano uniti al gruppo si dirigono quindi ad Atlanta, ma trovano lo stadio completamente invaso dagli zombie. Riescono a farsi strada tra i non morti e a raggiungere l'elicottero da evacuazione, ma ormai sono circondati e tutto sembra perduto; fortunatamente Merle sopraggiunge con un mezzo militare dotato di mitragliatrice. Con essa Daryl elimina gli zombie rimasti e i sopravvissuti possono salire sull'elicottero, ma Merle impedisce al fratello di fare altrettanto. Così l'elicottero decolla senza di loro, lasciandoli soli in mezzo al nulla. Daryl è furioso ma Merle gli spiega che si era accorto che il pilota era stato morso e stava per trasformarsi.
Infine i due fratelli Dixon ripartono insieme verso una meta sconosciuta.

## Produzione
Il team di Terminal Reality torna al lavoro dopo alcuni anni di inattività.
Gli attori Norman Reedus e Michael Rooker riprendono rispettivamente i loro ruoli di Daryl e Merle Dixon dalla serie televisiva, prestando voci e fattezze ai personaggi del gioco.
Il gioco è uscito "in sordina", senza grandi campagne pubblicitarie. Il trailer di lancio è stato mostrato solo alcuni giorni prima dell'uscita sul mercato del videogioco. In Italia il gioco è stato distribuito in inglese con sottotitoli in italiano.
Negli Stati Uniti, durante la trasmissione dei primi otto episodi della terza stagione della serie, furono trasmessi, nelle pause pubblicitarie, dei codici che potevano essere inseriti sul sito dell'emittente AMC entro un periodo di tempo limitato, e partecipare così al concorso Dead Giveaway / The Survive And Drive Sweepstakes. Ogni settimana veniva estratto un vincitore fra coloro che avevano inserito i codici e il premio era l'inserimento del loro alter ego digitale nel gioco.

## Accoglienza e critica
Il gioco ha ricevuto pesantissimi giudizi negativi, sia dai critici che dal pubblico. Molto criticato il fatto che il gioco, nel finale, non si riallacci direttamente alla serie televisiva, nonostante sia basato su essa e venga ritenuto un prequel canonico.
Multiplayer.it assegna un gioco un voto pari a 4.5 (contro il 4.7 dei lettori), evidenziando il pessimo comparto tecnico, l'esplorazione e il gameplay estremamente limitati, il combattimento macchinoso e frustrante e la scarsa longevità del titolo.
Everyeye.it chiude la recensione con un 5, evidenziando la ripetitività delle missioni, gli sfondi riciclati, e la pessima realizzazione in generale degli ambienti, delle dinamiche di gioco e della storia.
Games.it si pronuncia per un 4, asserendo:"È come aver messo nelle mani del giocatore la versione pre-alpha di un titolo ancora lontano dalla conclusione. Solo che qui parliamo di un prodotto già disponibile sul mercato".
Gamesurf gli ha assegnato un 3.5/10 sottolineando un gameplay piatto che non si adegua al contesto dell'omonimo telefilm.